# Fabian von Schlabrendorff
Fabian von Schlabrendorff (ur. 1 lipca 1907 w Halle, zm. 3 września 1980 w Wiesbaden) – niemiecki prawnik, oficer Wehrmachtu, członek niemieckiego ruchu oporu i uczestnik zamachów na Adolfa Hitlera, sędzia Federalnego Trybunału Konstytucyjnego RFN (1967–1975).

## Życiorys
Fabian von Schlabrendorff urodził się 1 lipca 1907 roku w Halle  w rodzinie szlacheckiej . Jego ojcem był Carl von Schlabrendorff (1854–1923), a matką Ida Freiin von Stockmar (1874–1944) .
Po ukończeniu szkoły średniej Leopoldinum w Detmold studiował prawo w Halle i Berlinie . Po zakończeniu nauki pracował krótko (1932/1933) w pruskim ministerstwie spraw wewnętrznych  jako asystent Herberta von Bismarcka (1884–1955), krewnego kanclerza Ottona von Bismarcka. W 1938 roku zdał egzamin asesorski i zaczął pracować jako prawnik.
Von Schlabrendorff od początku był przeciwnikiem nazistów. W 1933 roku, namówiony przez Ewalda von Kleista-Schmenzina (1890–1945), napisał artykuł dla pisma „Mitteilungsblatt der konservativen Hauptvereinigung”, w którym otwarcie odrzucał politykę Adolfa Hitlera – pismo zostało natychmiast zamknięte .
Pod koniec lat 30. XX w. związał się z narodowo-konserwatywnymi środowiskami dążącymi do odsunięcia Hitlera od władzy, m.in. kręgiem wokół Ernsta Niekischa (1889–1967) i kręgiem wokół wiceszefa Abwehry Hansa Ostera (1887–1945) .

### Rozmowy z Wielką Brytanią
W sierpniu 1939 roku, z inicjatywy szefa Abwehry Wilhelma Canarisa (1887–1945), brał udział w ponownej próbie nawiązania kontaktu z rządem Wielkiej Brytanii . Latem 1938 roku Ewald von Kleist-Schmenzin prowadził w Londynie rozmowy z lordem Lloydem (1879–1941), lordem Vansittartem (1881–1957) i ówczesnym liderem opozycji Winstonem Churchillem (1874–1965), by przekonać Wielką Brytanię do stanowczej opozycji wobec żądań Hitlera i zapobiec wojnie . Misja von Kleista-Schmenzina zakończyła się fiaskiem . Do kolejnej misji wybrano Schlabrendorffa z uwagi na relacje jego rodziny z brytyjską rodziną królewską – jego pradziadek był osobistym lekarzem i zaufanym królowej Wiktorii (1819–1901) . Schlabrendorff pojechał na oficjalne zaproszenie, by przejrzeć archiwa zamku Windsor i uzyskać informacje o pradziadku . Spotkał się z lordem Lloydem i Churchillem, których poinformował o zbliżającym się ataku na Polskę i nieuchronnym rozpoczęciu wojny, o ile Wielka Brytania nie podejmie natychmiastowych działań, by uzmysłowić Hitlerowi, że atak na Polskę będzie oznaczał totalną wojnę . Przekazał również informacje o planach podpisania porozumienia między Hitlerem i Stalinem, które zniweczy brytyjskie plany sojuszu z ZSRR przeciwko Hitlerowi – Wielka Brytania jednak była przekonana, że nie dojdzie do porozumienia Hitlerem i Stalinem . Rozczarowany niepowodzeniem Schlabrendorff odmówił kolejnej misji do Londynu jesienią 1939 roku .

### II wojna światowa
Po wybuchu II wojny światowej Schlabrendorff został powołany do Wehrmachtu w październiku 1939 roku i skierowany do służby jako oficer piechoty . Po ataku Niemiec na ZSRR służył w stopniu porucznika (niem. Oberleutnant) jako oficer ordynansowy (niem. Ordonnanzoffizier) w sztabie Grupy Armii „Środek” . Przy wsparciu swojego kuzyna, pułkownika Henninga von Tresckowa (1901–1944), zbudował w szeregach armii sieć opozycji, lecz nie udało mu się pozyskać dla sprawy poszczególnych dowódców armii wschodniej . Pośredniczył w wymianie informacji pomiędzy konspiratorami, kontaktował się z Wilhelmem Canarisem, Hansem Osterem, Ulrichem von Hassellem, Johannesem Popitzem, Carlem Goerdelerem i Alexandrem von Falkenhausenem .
W marcu 1943 roku Schlabrendorff wraz z von Tresckowem uczestniczył w próbie zamachu na Hitlera . Wspierani przez Wilhelma Canarisa i Erwina Lahousena (1897–1955), zaplanowali wysadzenie w powietrze samolotu, którym podróżował Hitler z inspekcji wojsk na froncie wschodnim i wizyty u feldmarszałka Günthera von Kluge (1882–1944) . Miesiące wcześniej von Tresckow przy pomocy Rudolfa-Christopha von Gersdorffa (1905–1980) zorganizował niemieckie materiały wybuchowe, które okazały się jednak nieodpowiednie z uwagi na głośne dźwięki generowane przez zapalniki . Bardziej odpowiednie były materiały angielskie z bezgłośnym zapalnikiem . Przywiózł je 7 marca 1943 roku Lahousen wraz z Hansem von Dohnanyi i Hansem Osterem, którzy towarzyszyli Canarisowi podczas wyjazdu do kwatery głównej Grupy Armii Środek w Smoleńsku. Von Tresckow i Schlabrendorff spreparowali dostarczony im materiał w taki sposób, by wyglądał jak pakiet z butelkami brandy . 13 marca 1943 roku Schlabrendorff przekazał pakunek – jako przesyłkę dla podpułkownika Hellmutha Stieffa – niewtajemniczonemu pułkownikowi Brandtowi, który leciał w jednym samolocie z Hitlerem . Eksplozja miała nastąpić nad Mińskiem. Zamach nie powiódł się jednak z przyczyn technicznych – pakunek znajdował się w ładowni, gdzie było najprawdopodobniej zbyt zimno, by doszło do wybuchu ładunku.
Schlabrendorff dowiedział się od Rudolfa-Christopha von Gersdorffa, który nadzorował ekshumacje polskich ofiar w lesie katyńskim, że nie może być wątpliwości co do sowieckiego sprawstwa. Schlabrendorff przyjechał ze Smoleńska, aby dokonać oględzin masowych grobów.
Von Tresckow i Schlabrendorff uczestniczyli w przygotowaniach do zamachu 20 lipca . Po nieudanym zamachu Schlabrendorff został aresztowany 17 sierpnia . Podczas przesłuchań był torturowany, jednak nie zdradził nikogo . Został osadzony w obozie koncentracyjnym Sachsenhausen (KL) .
3 lutego 1945 roku miał stanąć przed Trybunałem Ludowym, lecz budynek sądu został trafiony bombami podczas nalotu i przewodniczący trybunału Roland Freisler zginął podczas ataku . W obliczu zbliżających się wojsk radzieckich grupa prominentnych więźniów, wśród nich Schlabrendorff, były kanclerz Austrii Kurt Schuschnigg i były premier Francji Léon Blum, została pod koniec marca 1945 przewieziona do miejscowości Niederdorf, tam eskorta SS została rozbrojona przez oddział Wehrmachtu, który wkrótce potem poddał się US Army. Schlabrendorff był przesłuchiwany przez amerykański wywiad OSS na włoskiej wyspie Capri.

### Okres powojenny

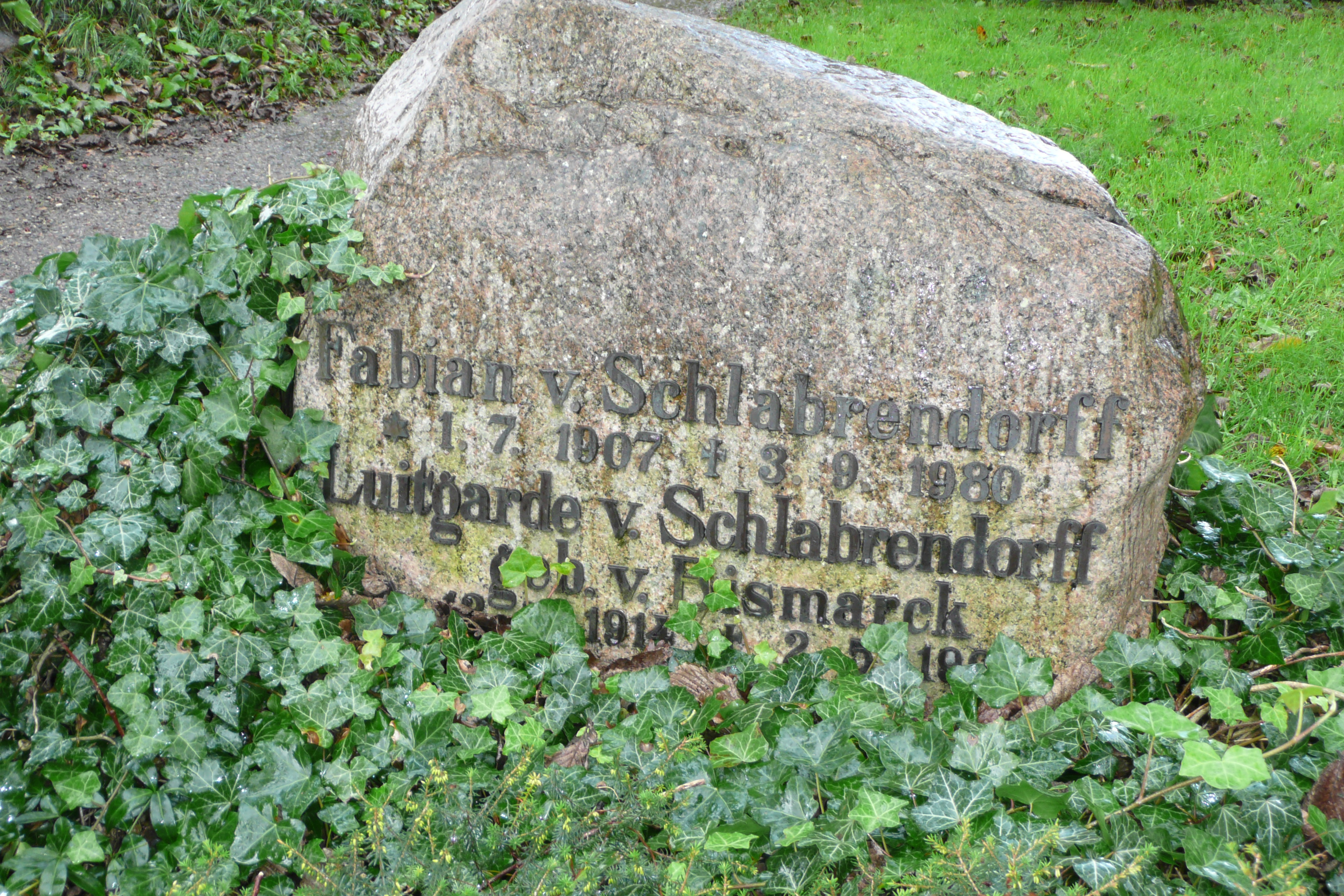
Grób von Schlabrendorffa

Latem 1945 r. Schlabrendorff, który doskonale mówił po angielsku, napisał kilka analiz dla OSS na temat antyhitlerowskiego oporu w Wehrmachcie, czym zwrócił na siebie uwagę szefa OSS, generała Williama Donovana. Kiedy po rozwiązaniu OSS Donovan został mianowany doradcą amerykańskiej delegacji na Międzynarodowym Trybunale Wojskowym w Norymberdze, nieoficjalnie włączył Schlabrendorffa do swojego sztabu. Ten ostatni przekonał Donovana, że zbrodnia katyńska musi zostać wykreślona z listy niemieckich zbrodni wojennych, ponieważ nie może być wątpliwości co do sprawstwa Sowietów. Robert Jackson, główny oskarżyciel z ramienia USA, przyjął argumentację Schlabrendorffa i zablokował próby sowieckiego oskarżyciela Romana Rudenki przypisania zbrodni katyńskiej Niemcom. Od tej pory Katyń nie był już wymieniany w procesie norymberskim.
Po wojnie Schlabrendorff pracował jako prawnik i notariusz we Frankfurcie nad Menem i Wiesbaden . Początkowo czuł się wrogo traktowany przez niektórych Niemców, którzy zamach stanu uważali za zdradę.
W 1967 roku otrzymał Wielki Krzyż Zasługi . W tym samym roku został nominowany na sędziego Federalnego Trybunału Konstytucyjnego i piastował tę funkcję aż do emerytury w 1975 roku . Brał udział w orzekaniu w wielu ważnych sprawach, m.in. o zgodności układu NRD-RFN z konstytucją .
Od 1939 roku żoną von Schlabrendorffa była Luitgarda von Bismarck (ur. 1914), z którą miał sześcioro dzieci – czterech synów i dwie córki .
Schlabrendorff zmarł 3 września 1980 roku w Wiesbaden . Spoczął na cmentarzu w Morsum na Sylcie .

## Publikacje
Lista podana za Neue Deutsche Biographie :
- Offiziere gegen Hitler, oprac. Gero v. Schulze-Gaevernitz, 1946
- Eugen Gerstenmaier im Dritten Reich, 1965

## Odznaczenia
- 1967 – Wielki Krzyż Zasługi (Großes Verdienstkreuz)[2]